# Cooma Monaro Railway
Cooma Monaro Railway (CMR) är en turistjärnväg i New South Wales i Australien som kör på en före detta nedlagd sträcka av järnvägsbanan Bombala Railway Line mellan Cooma och Chakola. Järnvägen har sitt ursprung i ett möte 1992 i byn Cooma då ett antal av invånarna bestämde sig för att restaurera järnvägsstationen Cooma Railway Station. Föreningen som bildades efter mötet bestämde sig efter ett tag att även försöka köra turisttrafik på en del av banan som Cooma Railway Station är belägen på, och april 1994 levererades föreningens två första vagnar, en veterandieselmotorvagn och en tillhörande personvagn och ytterligare två veterandieselmotorvagnar kom januari 1995. Föreningens första dieselmotorvagn, CPH 6, återställdes till trafik november 1995, och ungefär samtidigt fick föreningen även tillstånd från banägare att köra tåg. Cooma Monaro Railways första tåg kördes den 5 december 1995.